# 短穗泥柯
短穗泥柯（学名：Lithocarpus fenestratus var. brachycarpus）为壳斗科柯属下的一个变种。

## 扩展阅读
- 維基物種上的相關：短穗泥柯